# Baruffi (Impruneta)
Baruffi è una frazione del comune di Impruneta in Italia.

## Etimologia
La frazione, che apparteneva un tempo al territorio di Galluzzo, ebbe nome da una nobile famiglia locale dei Baruffi, della quale esistono testimonianze risalenti al XV secolo.

## Geografia
La frazione sorge su una collinetta a circa 200 metri di altitudine sul livello del mare, a 1 km circa dalla frazione di Tavarnuzze e a circa 3,5 km dal capoluogo.
Sulla base del censimento 2014, Baruffi conta 301 abitanti.
Raggiungibile solo tramite strade sterrate fino a pochi anni fa, l'asfaltatura della strada è avvenuta negli ultimi anni ottanta e nei primi anni novanta del Novecento.

## Luoghi d'interesse
Nella frazione è ubicata la Villa Belvedere, edificio risalente alla prima metà del XV secolo.

## Prodotti tipici
Nell'ambito del territorio fiorentino, la località è conosciuta tra le massaie per il "coniglio alla baruffina", una ricetta culinaria che prevede la cottura del coniglio "in bianco" in padella, solo con aggiunta di olio extra vergine di oliva, sale, rosmarino e una sfumatura di vino bianco.

## Attività sportive e ricreative
La posizione panoramica, la presenza di molti spazi verdi e la vicinanza a molti piccoli centri, fanno di Baruffi una meta di camminate ed escursioni di trekking, soprattutto nel fine settimana e nella bella stagione.
Il Baruffi FC, locale squadra di calcio nata nel 2015, dal prossimo anno parteciperà al campionato di terza categoria fiorentina.